# NGC 800
NGC 800 (również PGC 7740 lub UGC 1526) – galaktyka spiralna (Sc), znajdująca się w gwiazdozbiorze Wieloryba. Odkrył ją Lewis A. Swift 9 października 1885 roku. Oddziałuje grawitacyjnie z sąsiednią galaktyką NGC 799.